# Tom Keylock

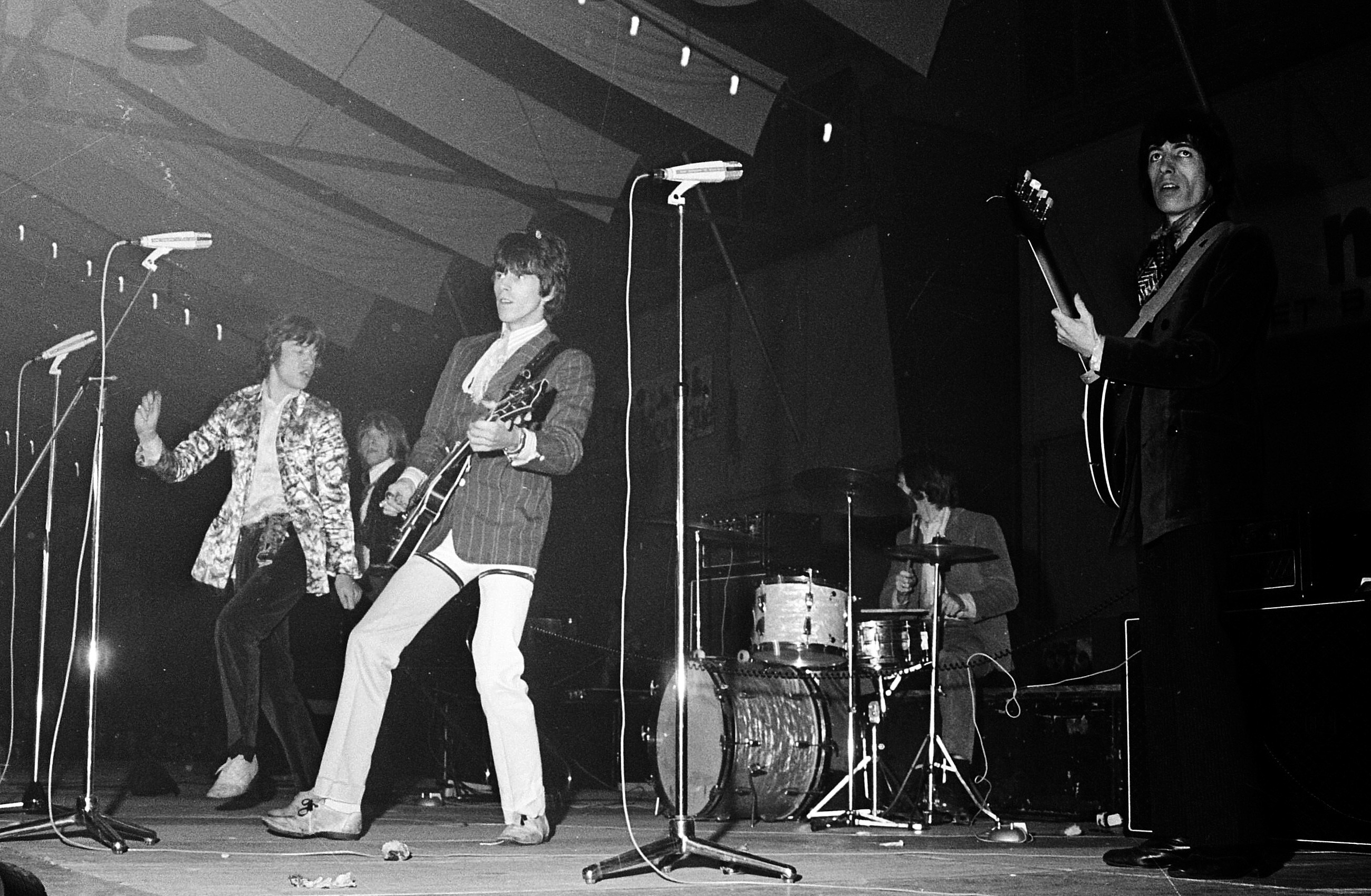
The Rolling Stones 1967

Thomas „Tom“ Keylock (* 9. August 1926 in London; † 2. Juli 2009 ebenda) war ein britischer Chauffeur und Transportunternehmer, der von Mitte der 1960er bis zu den frühen 1970er Jahren als Road-Manager für die Rolling Stones tätig war.

## Leben und Wirken
Keylock trat dem Royal Army Service Corps bei, einem für den Transport verantwortlichen Großverband der British Army. Im Zweiten Weltkrieg nahm er 1944 in den Niederlanden an der Schlacht um Arnheim teil. Am Ende des Krieges wurde er nach Palästina versetzt, als Großbritannien das Völkerbundsmandat für Palästina beenden wollte und einen Rückzug aus der Region plante. Nachdem Keylock aus dem Militärdienst entlassen worden war, arbeitete er als Fahrer in und um London.

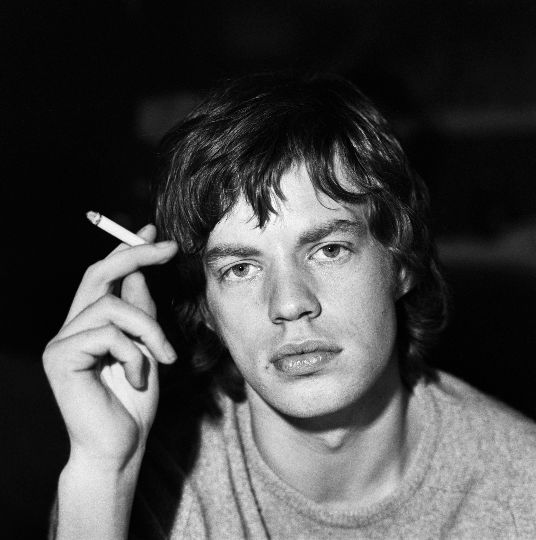
Mick Jagger 1965

Im August 1965 wurde Keylock vom Management der Rolling Stones angeheuert, um Mick Jagger und Keith Richards zum Flughafen Heathrow zu bringen. Da er die beiden Bandmitglieder erfolgreich von Fans und Fotografen abschirmen konnte, boten sie ihm an, als Vollzeitkraft für sie tätig zu werden. Nach einem Monat Bedenkzeit nahm Keylock das Angebot an. 
Keylock fungierte als Fahrer und Leibwächter und entwickelte ausgefeilte Methoden, um die Band mithilfe von Lockvögeln und unerwarteten Routen heimlich in Hotels und an Veranstaltungsorten zu verbringen und sie von dort wieder unentdeckt abzuholen. Dadurch wurde er bald zu einer maßgeblichen Person im Umfeld der Rolling Stones. Gelegentlich kochte er auch für die Gruppe. Im Mai 1966 war Keylock auch der Fahrer für Bob Dylan auf dessen umstrittener Electric-Tour durch Großbritannien. 

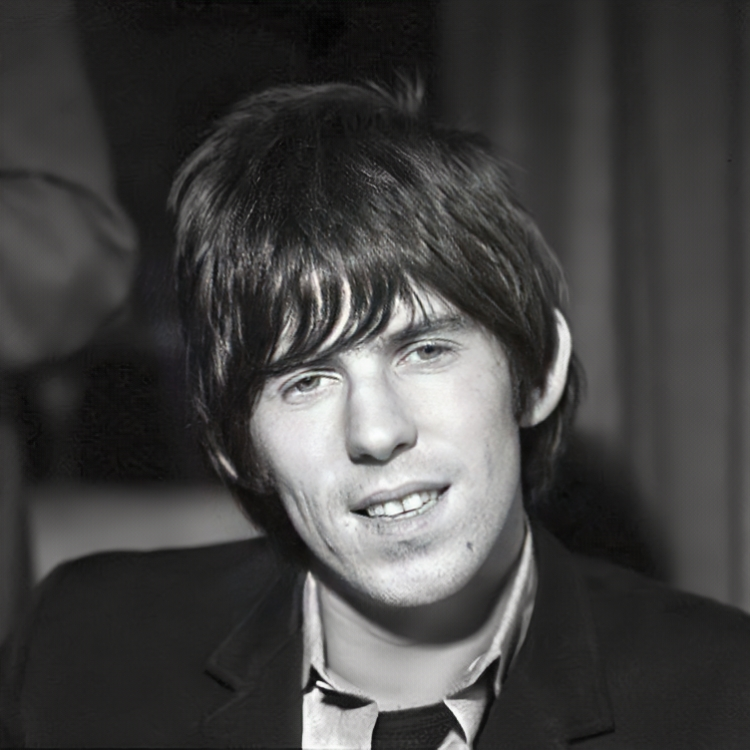
Keith Richards 1965

Im März 1967 chauffierte er Keith Richards zusammen mit Brian Jones  und seiner damaligen Freundin Anita Pallenberg auf dem Weg nach Marokko durch Frankreich, als man den erkrankten Jones in ein Krankenhaus in Toulouse bringen musste. Mit Keylock am Steuer setzten Pallenberg und Richards ihre Reise durch Spanien nach Marokko fort und wurden ein Paar. Als Jones in Marrakesch zu ihnen zurückkehrte und das neue Arrangement bemerkte, verlor er die Beherrschung und schlug Pallenberg zum Entsetzen von Keylock. Daraufhin entwickelte er eine List, die es Richards und Pallenberg ermöglichte, von Jones unbemerkt abzureisen. Anschließend verließ auch Keylock Marokko und Brian Jones blieb alleine zurück.

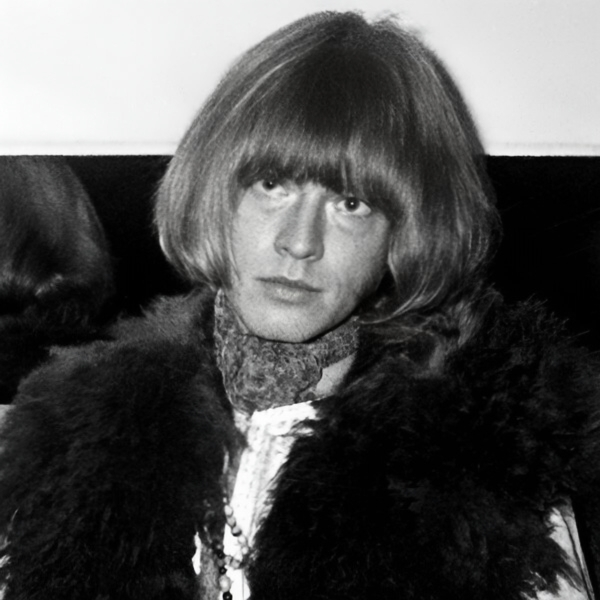
Brian Jones 1967

Im Juni 1967 brachte er Jagger und Richards zur Gerichtsverhandlung im Chichester Magistrates Court, nachdem die Polizei im Februar 1967 im Landhaus Redlands von Richards in Sussex verschiedene Substanzen sichergestellt hatte und ihnen Drogendelikte zur Last legte. Zunächst wurden beide verurteilt. Später hob ein Berufungsgericht das Urteil gegen Richards wieder auf und setzte Jaggers Strafe zur Bewährung aus.
Im Oktober 1967 begleitete Keylock Brian Jones und dessen Freund Stash de Rola zu einer Gerichtsverhandlung wegen Drogenbesitzes, nachdem im Mai 1967 Scotland Yard die Wohnung von Brian Jones in der Courtfield Road in London durchsucht und die beiden Anwesenden festgenommen hatte. De Rola wurde freigesprochen, Brian Jones verurteilte man dagegen zu einer Freiheitsstrafe, die später zur Bewährung ausgesetzt wurde.
Im März 1968 fuhr Keylock Jagger zu einer Demonstration gegen den Vietnamkrieg vor der US-amerikanischen Botschaft am Londoner Grosvenor Square, die in eine Straßenschlacht ausartete. Diese Demonstration inspirierte Jagger zur Komposition von Street Fighting Man. Im September 1968 wurde Brian Jones erneut wegen Drogenbesitzes vor Gericht gestellt. Seine damalige Freundin Suki Potier und Tom Keylock begleiteten ihn bei der Gerichtsverhandlung. Auch dieses Mal entging Jones einer Freiheitsstrafe.
Nachdem sich die Band im Juni 1969 von Brian Jones getrennt hatte, bat man Keylock, den Musiker im Auge zu behalten, der sich auf die Cotchford Farm in Hartfield, Sussex, zurückgezogen hatte und dort mit seiner neuen Freundin Anna Wohlin lebte. Keylock hatte Jones empfohlen, für die geplanten Umbaumaßnahmen den Bauunternehmer Frank Thorogood zu engagieren. Thorogood war auch am Abend des 2. Juli 1969 anwesend, als Brian Jones im Swimmingpool des Anwesens ums Leben kam. Zuvor waren Jones und Thorogood gemeinsam im Swimmingpool baden gewesen. Keylock kam auch zum Unglücksort, nachdem ihn Thorogood telefonisch informiert hatte.
Keylock ließ noch in der Nacht den verbliebenen Bandmitgliedern der Rolling Stones mitteilen, dass ihr ehemaliger Bandkollege gestorben war, als sie mit ihrem neuen Gitarristen Mick Taylor in den Olympic Studios in London probten. Keylock sorgte auch anscheinend dafür, dass das Landhaus von Jones leergeräumt wurde und Anna Wohlin, die letzte Freundin des Musikers, innerhalb weniger Tage das Land verließ und nach Schweden zurückkehrte. 
Keylock war auch anwesend, als die Rolling Stones am 5. Juli 1969 im Londoner Hyde Park ein kostenloses Konzert gaben, das kurzfristig zu einer Gedenkveranstaltung für Brian Jones umgewidmet wurde. Keylock half mit, Hunderte weißer Schmetterlinge im Andenken an den verstorbenen Musiker von der Bühne fliegen zu lassen. Fünf Tage später organisierte er auch die Beerdigung von Jones in Cheltenham. Wegen des aufwändigen Arrangements und des kunstvollen bronzenen Sargs, den Keylock besorgt hatte, kam es zu Meinungsverschiedenheiten mit Lewis Jones, dem Vater des Musikers.
Als die Rolling Stones 1971 aus steuerlichen Gründen ihren Wohnsitz nach Frankreich an die Côte d’Azur verlegten, nahm man Keylocks Dienste nicht mehr in Anspruch. Keylock widmete sich daraufhin wieder seiner eigenen Transportfirma. In den achtziger Jahren sicherte er sich ein weiteres prestigeträchtiges Engagement, als er für die englische Fußballnationalmannschaft arbeitete. 
1994 erhob Keylock schwere Vorwürfe gegen Frank Thorogood hinsichtlich der Todesursache von Brian Jones. Er behauptete, dass ihm Thorogood 1993 auf seinem Sterbebett gestanden hatte, den Tod von Brian Jones herbeigeführt zu haben. Der Tod von Jones war in den 1960er Jahren als Unglücksfall eingestuft worden. Die offizielle Todesursache lautete damals Tod durch Ertrinken unter Einfluss von Alkohol und anderen Drogen.
2005 brachte der britische Filmproduzent Stephen Woolley die Filmbiografie Stoned über das Leben von Brian Jones heraus. Keylock fungierte als Berater und wurde im Film von David Morrissey dargestellt. In dieser Filmbiografie wird der Tod von Jones ebenfalls als Folge von Thorogoods Übergriffen dargestellt. Im Rahmen der Veröffentlichung des Films gab Keylock mehrere Interviews, in denen er seine Vorwürfe aus den 1990er Jahren wiederholte und Thorogood den Tod von Brian Jones anlastete. 
Anna Wohlin, die letzte Freundin von Jones, ist ebenfalls davon überzeugt, dass Jones keines natürlichen Todes gestorben ist. Allerdings geht Wohlin davon aus, dass Thorogood den Musiker ohne Tötungsabsicht ertränkt hat, vielleicht im Verlauf einer Rangelei. Das Verhältnis zwischen den beiden Männern war zu dieser Zeit wegen Baumaßnahmen auf der Cotchford Farm und ausstehender Rechnungen angespannt. Zwischen 2009 und 2010 überprüfte die Polizei erneut die Todesumstände, fand aber keine belastbaren Anhaltspunkte, die eine weitere Untersuchung rechtfertigen würden.
2009 verstarb Tom Keylock im Alter von 82 Jahren. Er war verheiratet und hatte vier Töchter.